# Jože Mesar
Jože Mesar, slovenski arhitekt, * 1907, † 2002.
Leta 1930 je diplomiral pri Petru Behrensu na Dunaju in se nato posvetil preučevanju konstruktivizma ter funkcionalizma.

## Dela
- Vila Bahovec (1935)
- Vila Jelačin (1937)